# Instinct (seriál)
Instinct je americký dramatický seriál stanice CBS, jehož tvůrcem je Michael Rauch. Seriál je inspirovaný knižní sérií Murder Games od Jamese Pattersona. Hlavní role hrají Alan Cumming, Bojana Novakovic, Daniel Ings, Naveen Andrews, Sharon Leal. První řada se vysílala od 18. března 2018. Druhá řada se vysílala od 30. června 2019.
Seriál byl zrušen 17. srpna 2019.

## Obsazení

### Hlavní role
- Alan Cumming jako Dr. Dylan Reinhart
- Bojana Novakovic jako Elizabeth „Lizzie“ Needham
- Daniel Ings jako Andrew „Andy“ Wilson
- Naveen Andrews jako Julian Cousins
- Sharon Leal jako Jasmine Gooden

### Vedlejší role
- Whoopi Goldberg jako Joan Ross (1. řada)
- Andrew Polk jako Doug
- John Mainieri jako Jimmy Marino
- Michael B. Silver jako Kanter Harris
- Danny Mastrogiorgio jako Anthony Fucci
- Alejandro Hernandez jako Rafael Sosa (1. řada)
- Stephen Rider jako Zack Clark
- Travis Van Winkle jako Ryan Stock (2. řada)

## Seznam dílů

### První řada (2018)
| Č. v seriálu | Č. v řadě | Původní název       | Režie              | Scénář                           | Premiéra v USA   |
| ------------ | --------- | ------------------- | ------------------ | -------------------------------- | ---------------- |
| 1            | 1         | Pilot               | Marc Webb          | Michael Rauch                    | 18. března 2018  |
| 2            | 2         | Wild Game           | Doug Aarniokoski   | Carol Flint & Constance M. Burge | 25. března 2018  |
| 3            | 3         | Secrets and Lies    | Peter Werner       | Chris Ambrose                    | 1. dubna 2018    |
| 4            | 4         | I Heart New York    | Constantine Makris | Michael Rauch                    | 8. dubna 2018    |
| 5            | 5         | Heartless           | Don Scardino       | Michael Rauch                    | 22. dubna 2018   |
| 6            | 6         | Flat Line           | Laura Belsey       | Tanya Barfield                   | 29. dubna 2018   |
| 7            | 7         | Owned               | Doug Aarniokoski   | Jill Abbinanti                   | 6. května 2018   |
| 8            | 8         | Long Shot           | Jay Chandrasekhar  | Carl Flint                       | 27. května 2018  |
| 9            | 9         | Bad Actors          | Jim McKay          | Dan E. Fesman                    | 27. května 2018  |
| 10           | 10        | Bye Bye Birdie      | Doug Aarniokoski   | Connie Burge                     | 6. června 2018   |
| 11           | 11        | Blast From the Past | Cherie Nowlan      | Lee Ellenberg                    | 17. června 2018  |
| 12           | 12        | Live                | Ed Ornelas         | Michael Ballin & Thomas Aguilar  | 24. června 2018  |
| 13           | 13        | Tribal              | Michael Rauch      | Michael Rauch                    | 1. července 2018 |

### Druhá řada (2019)
| Č. v seriálu | Č. v řadě | Původní název   | Režie              | Scénář                              | Premiéra v USA    |
| ------------ | --------- | --------------- | ------------------ | ----------------------------------- | ----------------- |
| 14           | 1         | Stay Gold       | Stephen Surjik     | Michael Rauch                       | 30. června 2019   |
| 15           | 2         | Broken Record   | Alex Pilai         | Keith Foglesong                     | 7. července 2019  |
| 16           | 3         | Finders Keepers | Lee Rose           | Carol Flint                         | 14. července 2019 |
| 17           | 4         | Big Splash      | John Behring       | Marc Dube                           | 14. července 2019 |
| 18           | 5         | Ancient History | Randy Zisk         | Constance M. Burge a Jill Abbinanti | 28. července 2019 |
| 19           | 6         | One-of-a-Kind   | Janice Cooke       | Michael J. Ballin a Thomas Aguilar  | 4. srpna 2019     |
| 20           | 7         | After Hours     | Joe Collins        | Erica Saleh                         | 11. srpna 2019    |
| 21           | 8         | Go Figure       | Cherie Nowlan      | Anthony Johnston                    | 11. srpna 2019    |
| 22           | 9         | Manhunt         | Constantine Markis | John Cockrell                       | 18. srpna 2019    |
| 23           | 10        | Trust Issues    | Lee Rose           | Carol Flint a Constance M. Burge    | 18. srpna 2019    |
| 24           | 11        | Grey Matter     | Michael Rauch      | Michael Rauch                       | 25. srpna 2019    |

## Produkce
Seriál Instinct je inspirován knižní sérií Jamese Pattersona Muder Games. Pilotní díl byl objednán stanicí CBS dne 23. ledna 2017. V květnu stanice objednala první řadu. Do role Monicy Hernández byla v pilotním dílu obsazena Khandi Alexander, roli však převzala Sharon Leal.
Dne 12. května 2018 stanice objednala produkci druhé řady. Druhá řada se začala vysílat 30. června 2019. Seriál byl zrušen 17. srpna 2019.

## Recenze
Na recenzní stránce Rotten Tomatoes získal z 23 započtených recenzí 57 procent s průměrným ratingem 5,36 bodů z deseti. Na serveru Metacritic snímek získal z 12 recenzí 53 bodů ze sta. Na Česko-Slovenské filmové databázi si snímek k 13. září 2018 drží 52 procent.